# Dubí Hora
Dubí Hora je vesnice, část obce Drhovle v okrese Písek v Jihočeském kraji. Nachází se asi tři kilometry severozápadně od Drhovle. Dubí Hora leží v katastrálním území Pamětice u Drhovle o výměře 6,14 km².

## Historie
První písemná zmínka o vesnici pochází z roku 1840.

## Obyvatelstvo
| Rok            | 1869 | 1880 | 1890 | 1900 | 1910 | 1921 | 1930 | 1950 | 1961 | 1970 | 1980 | 1991 | 2001 | 2011 | 2021 |
| -------------- | ---- | ---- | ---- | ---- | ---- | ---- | ---- | ---- | ---- | ---- | ---- | ---- | ---- | ---- | ---- |
| Počet obyvatel | 322  | 295  | 287  | 274  | 259  | 256  | 235  | 174  | 173  | 142  | 149  | 111  | 99   | 104  | 94   |
| Počet domů     | 44   | 47   | 48   | 48   | 47   | 47   | 49   | 49   | 49   | 38   | 40   | 43   | 52   | 59   | 61   |

## Obecní správa
Při sčítání lidu v letech 1850–1962 Dubí Hora byla osadou obce Pamětice v okrese Písek. Od roku 1963 je částí obce Drhovle v okrese Písek.

## Pamětihodnosti
- Návesní kaple
- Výklenková kaple ve vesnici je zasvěcená Panně Marii Sepekovské.[8]
- Před výklenkovou kaplí se nachází kamenný kříž.
- Pomník obětem první světové války.
- Torzo poničeného kamenného kříže u komunikace do vesnice směrem od Pamětic. Hned vedle se nachází litinový křížek.

## Galerie

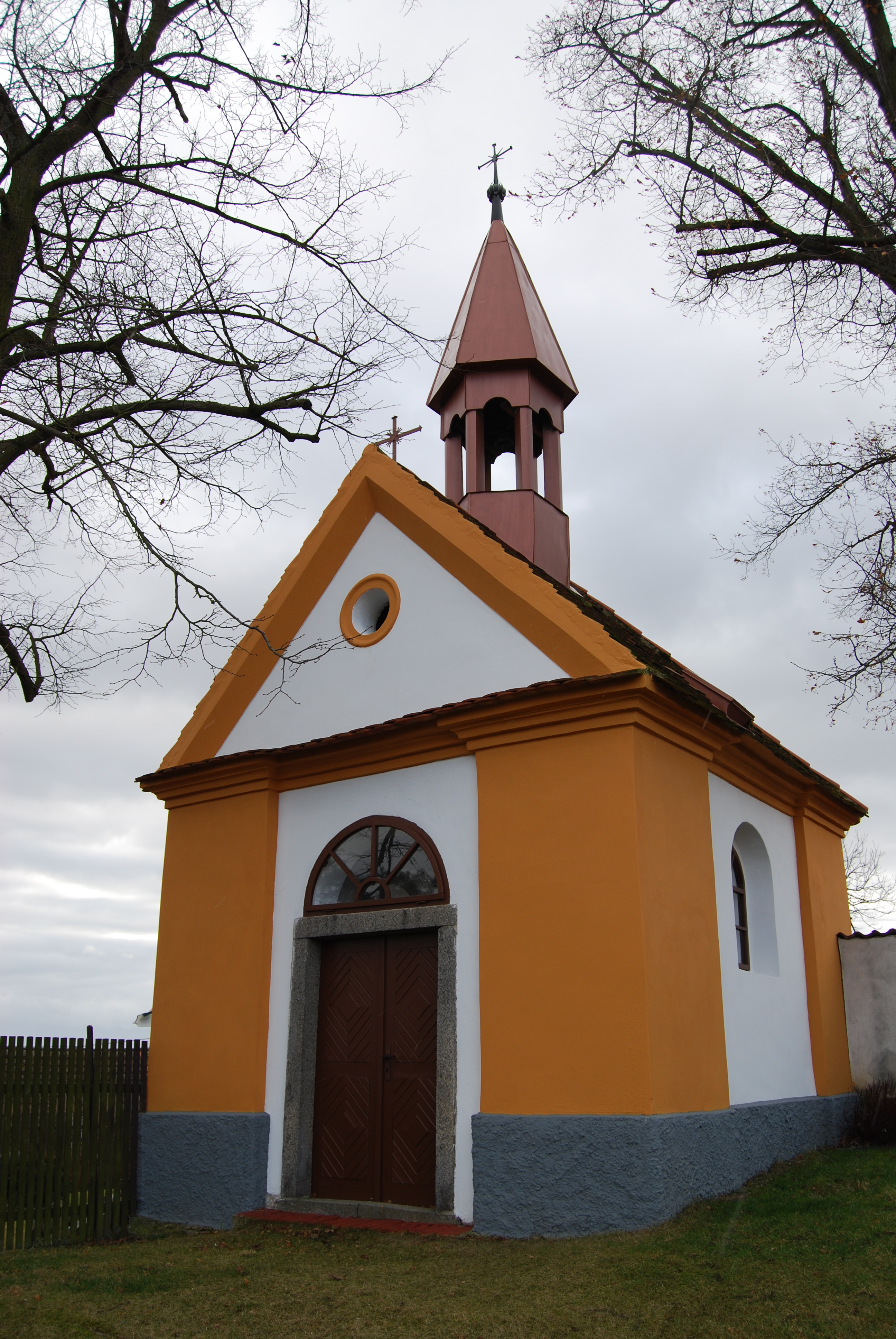
Kaple ve vsi
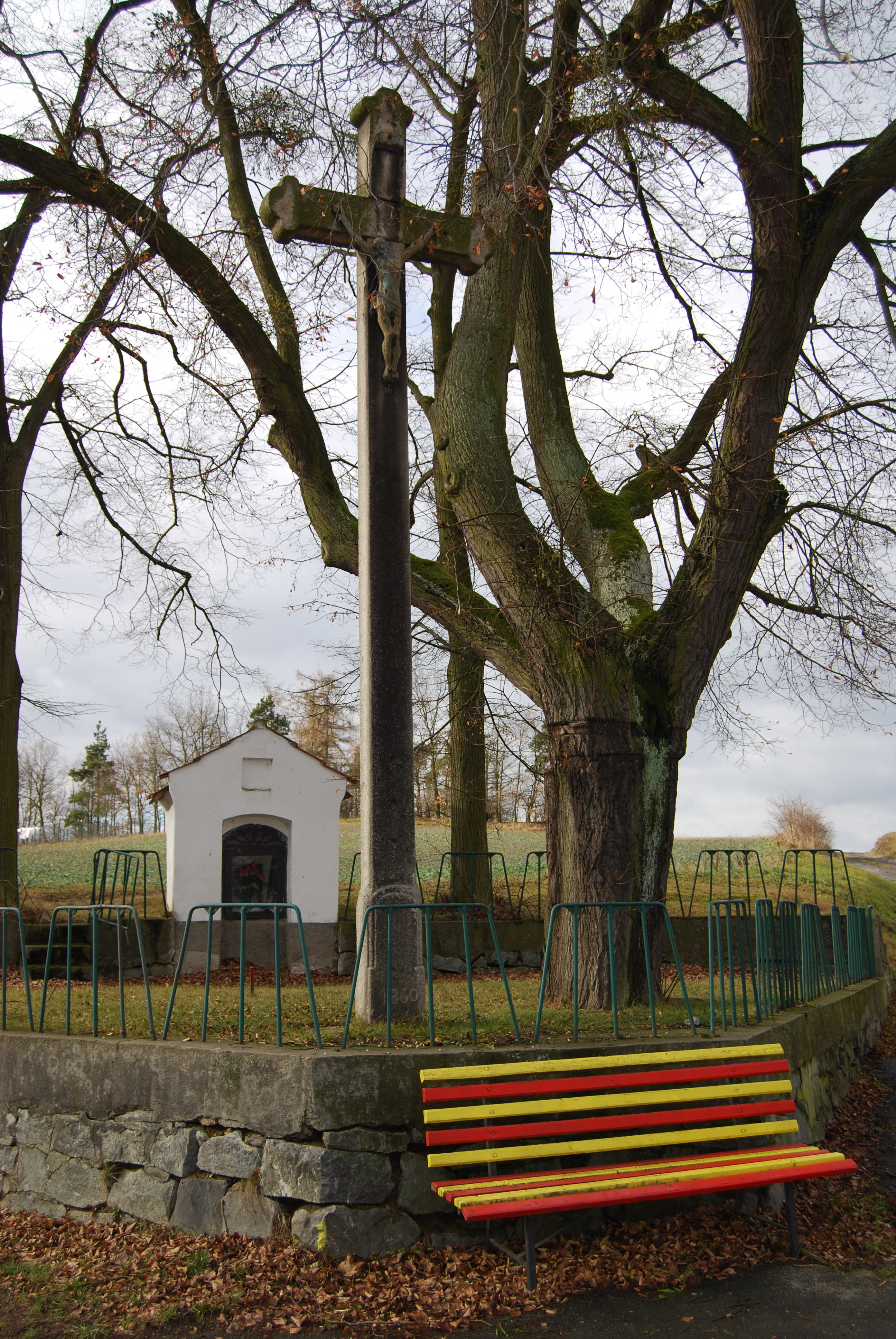
Kříž a výklenková kaple ve vsi
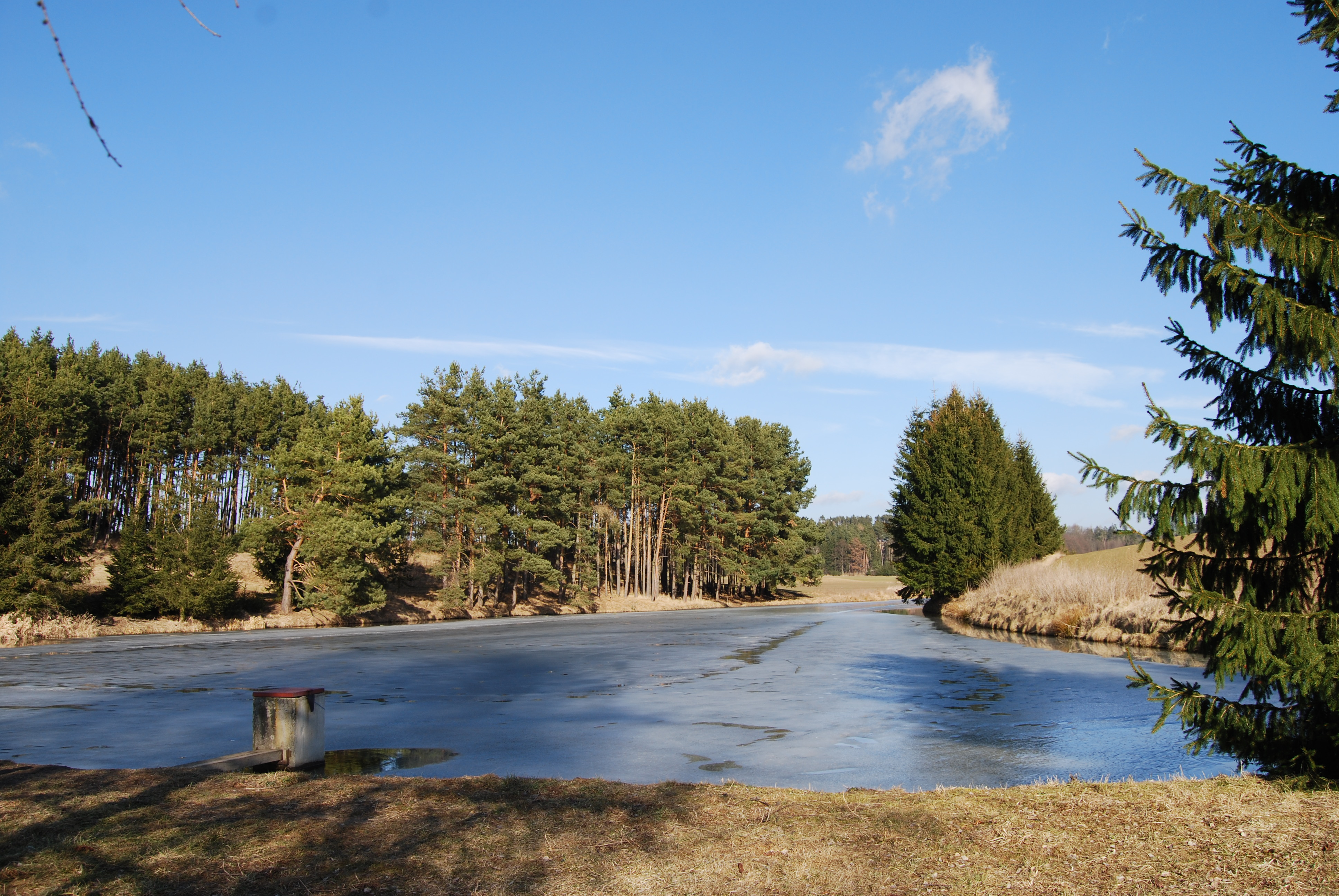
Rybník na okraji vesnice